# Helen Fein
Helen Fein (1934 - 14 de maio de 2022) foi uma socióloga e professora especializada em genocídio, direitos humanos, violência coletiva e outras questões. Ela foi autora e editora de quatro livros e monografias, ex-associada do "International Security Program" (IPS) da Universidade Harvard, e fundadora e primeira presidente da Associação Internacional de Acadêmicos de Genocídio (IAGS). Fein também foi a diretora executiva do Instituto para o Estudo do Genocídio, da Universidade da Cidade de Nova Iorque.

## Publicações
- Genocide Watch, 1992.
- Genocide: A Sociological Perspective, 1993
- Accounting for Genocide, 1979
- Human Rights and Wrongs, 2007